# Farsa di Avila

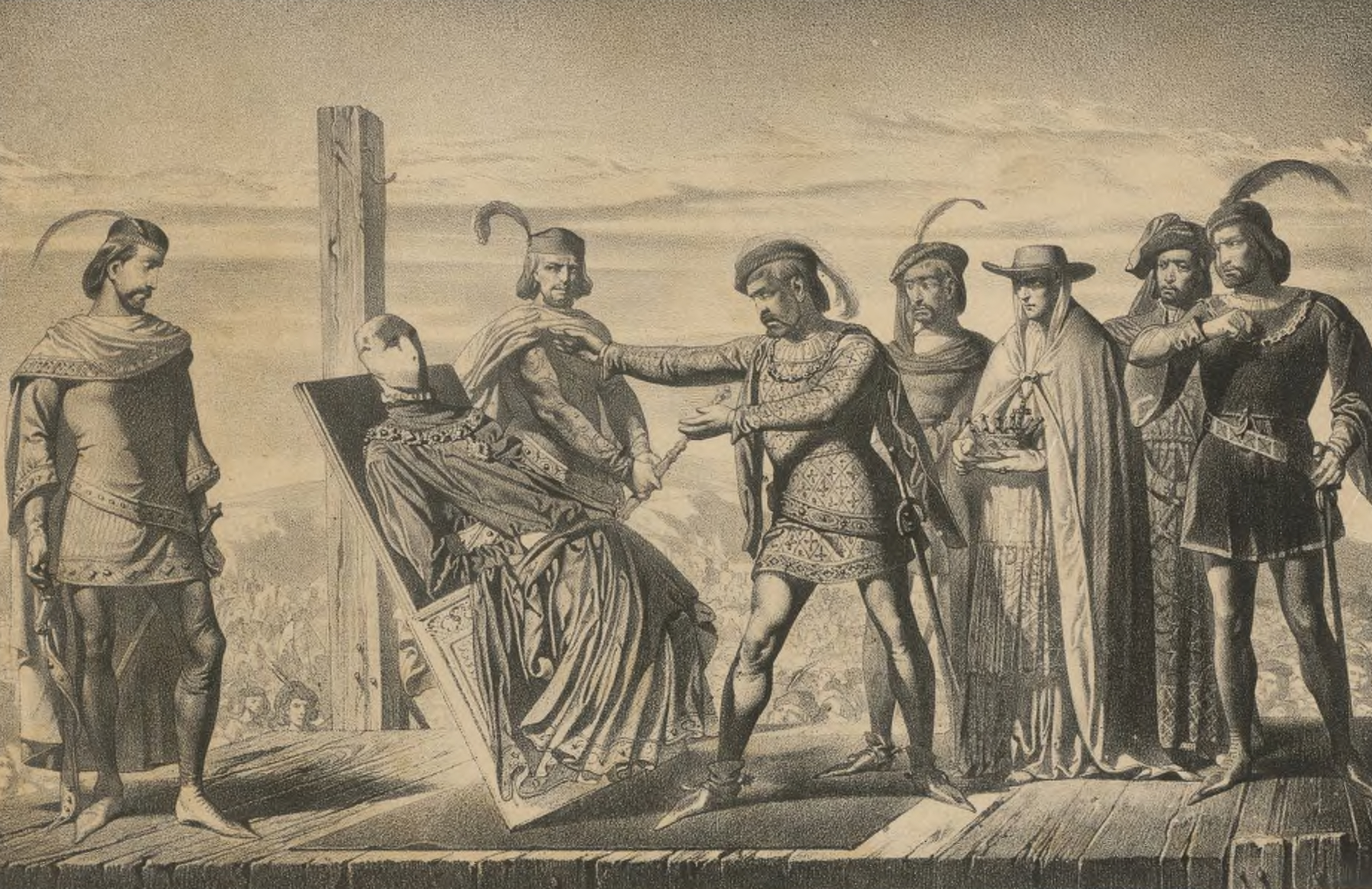
Farsa di Avila

Il 5 giugno del 1465, in una località nei pressi di Avila, un gruppo di nobili castigliani depose in effigie il re Enrico IV di Castiglia e proclamò re al suo posto il fratellastro, l'infante Alfonso. Questa cerimonia fu chiamata dai suoi detrattori "la farsa di Avila" e con questo nome è passata alla storia.

## Precedenti
Durante il regno di Enrico IV diversi gruppi di nobili lottarono tra loro e contro il re per accrescere il proprio potere. Il potente Juan Pacheco marchese di Villena era scontento del trattamento di favore che Enrico concedeva ai suoi rivali, i Mendoza ed al favorito Beltrán de la Cueva. Il marchese formò un'alleanza contro il re assieme agli arcivescovi di Toledo, di Siviglia e di Santiago, con la famiglia Enríquez, i conti di Plasencia e di Alba e con altri nobili ed ecclesiastici minori.
L'11 dicembre 1464 la lega anti-Enrico diede un ultimatum: se il re non avesse modificato il suo comportamento e non avesse cambiato il suo governo, lo avrebbero destituito. Enrico cercò di negoziare, però non si trovò un accordo ed il re sovrano fu deposto, prima a Plasencia il 27 aprile 1465 e poi ad Avila il 5 giugno dello stesso anno.

## Svolgimento della cerimonia

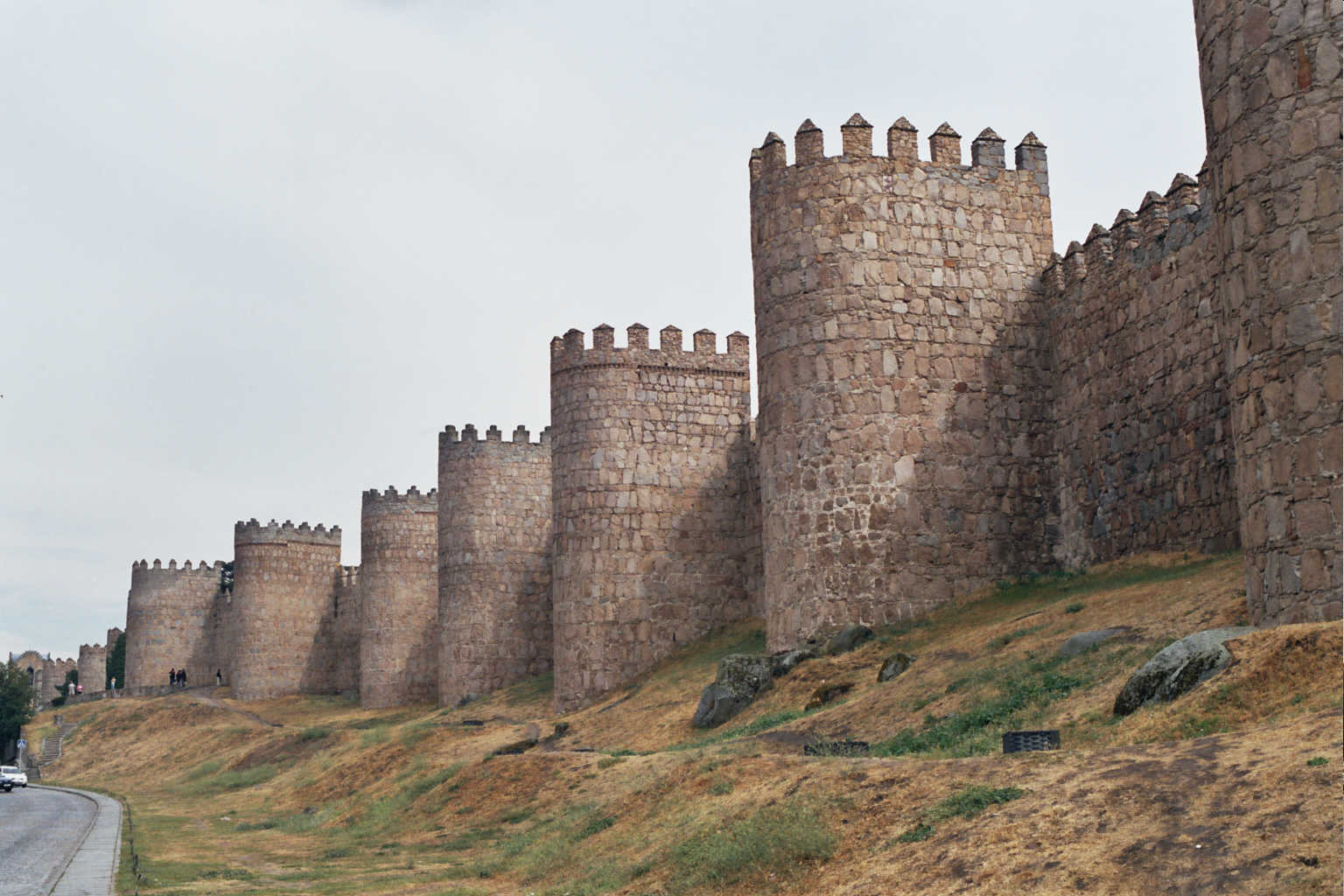
Mura medievali di Avila

Su un grande tavolato, un palcoscenico, visibile da lontano, i congiurati posero una statua in legno che rappresentava il re vestito a lutto con la corona, lo scettro e la spada.
Alla cerimonia erano presenti Alfonso Carrillo, arcivescovo di Toledo, il marchese di Villena, il conte di Plasencia, il conte di Benavente ed altri nobili minori, davanti a un pubblico di persone di basso rango. Era anche presente l'infante Alfonso che però all'epoca non aveva ancora compiuto 13 anni.
Fu celebrata una messa e, una volta terminata, i ribelli salirono sul palcoscenico e lessero una dichiarazione con tutte le accuse rivolte contro Enrico IV. Secondo loro, il re dimostrava simpatia per i musulmani, era omosessuale, aveva un carattere pacifico, e l'accusa più grave, non era il vero padre della principessa Giovanna, cui quindi negavano il diritto di ereditare il trono.
Dopo il discorso, l'arcivescovo di Toledo tolse alla statua la corona, simbolo di dignità regale. Poi il conte di Plasencia tolse la spada, simbolo dell'amministrazione della giustizia, e il conte di Benavente tolse lo scettro, simbolo del governo. Infine, Diego López de Zuñiga, fratello del conte di Plasencia, rovesciò la statua gridando “¡A tierra, puto!” ("A terra, frocio!").
Poi issarono l'infante Alfonso sul tavolato, lo proclamarono re al grido di “¡Castilla, por el rey don Alfonso!” (Castiglia, per il re Alfonso!) e procedettero alla cerimonia del baciamani.

## Conseguenze
Il nuovo re Alfonso XII, fu considerato come un burattino nelle mani del marchese di Villena e non fu accettato da una gran parte del paese, che restò fedele a Enrico IV. La situazione degenerò in disordini che durarono fino alla morte di Alfonso nel 1468 e la sottomissione di sua sorella Isabella all'autorità di Enrico.
Il seguito il marchese di Villena ed i suoi parenti ed alleati ruppero con Isabella e alla morte di Enrico, nel 1474, appoggiarono la principessa Giovanna come erede al trono. Iniziò così la guerra di successione castigliana, che si prolungherà fino al 1479.